# Zipfelmacherei

Bemalung einer öffentlichen Straße anlässlich der Geburt eines männlichen Säuglings in der Gemeinde Pastetten, Oberbayern, Deutschland

Mit dem meist überdimensional dargestellten Hinweis auf eine Zipfe(l)macherei weisen Einwohner von ländlichen Gebieten in Oberbayern auf die Geburt eines männlichen Säuglings in ihrer Gemeinde hin. In anderen Gegenden Bayerns ist es üblich, in diesem Zusammenhang den Begriff der Lumpenmacherei zu verwenden und das jeweilige Elternhaus mit Stofffetzen zu garnieren. Als „Lump“ bezeichnet man in Bayern mundartlich einen ungehorsamen Knaben.
Der Brauch ist analog zu den Hinweisen auf eine Bixnmacherei zu verstehen, mit denen man Häuser markiert, in denen ein weiblicher Säugling geboren worden ist.
Die Reduktion auf das primäre Geschlechtsorgan des Neugeborenen erscheint archaisch und steht auch bei Freunden des Brauchtums in der Kritik.